# 马布尔黑德灯塔
马布尔黑德灯塔（Marblehead Light）是位于美國马萨诸塞州埃塞克斯县的一個燈塔，始建於1835年。1895年，马布尔黑德灯塔的塔身的結構有所變動。它于1987年6月15日被列入國家史蹟名錄，编号为 #87001479。 